# Leonhard Diefenbach
Leonhard Diefenbach (* 10. September 1814 in Hadamar; † 13. August 1875 auf Schloss Hohenburg in Lenggries) war ein deutscher Maler und Pädagoge.

## Leben
Diefenbach wurde als Sohn des Bäckers, Wirts und Schultheißen der Stadt Hadamar Jakob Diefenbach geboren. Er besuchte das Hadamarer Pädagogium und lernte anschließend Zeichnen bei der lithographischen Anstalt Scholz zu Wiesbaden. Er besuchte die Malerakademien in München und Frankfurt. Vom 8. April 1845 an bis 1870 unterrichtete er als Zeichenlehrer am Hadamarer Gymnasium. Sein Sohn Karl Wilhelm Diefenbach wurde ebenfalls Maler. Diefenbach bildete den Maler Kaspar Kögler aus.

## Werk
Das Werk Diefenbachs ist sehr umfangreich. Bekannt sind seine Kinder-, Jugend- und Zeichenlehrbücher, die ab 1855 bei Thienemann in Stuttgart oder bei Scholz in Mainz erschienen. Eine Unzahl Zeichnungen, Aquarelle und Ölgemälde nassauischer Ansichten gehört ebenso zu seinem Werk wie Landschaften und Porträts. Seine Heimatstadt zählte zu seinen liebsten Motiven. Kaiser Franz Josef von Österreich zeichnete Diefenbach als ersten Künstler mit der goldenen Medaille für Kunst und Wissenschaft aus. Anlass war ein Aquarell, das die Ankunft des Kaisers vor Schloss Biebrich am 21. August 1863 zeigte. Seinen Lebensabend verbrachte er malend bei Herzog Adolf von Nassau in Lenggries, wo er auch starb.

## Schriften
- Das ganze Einmaleins in lustigen Reimen und Bildern. Karl Thienemann’s Verlag. Stuttgart 1860. Digitalisat
- Lustiges Guckkastenbilderbuch für die lieben Kleinen. Alfred Oehmigke’s Verlag. Leipzig 1873. Digitalisat
- Leonhard Diefenbach (Illustrationen), Carl von Prenzlau (Reime): Prinz Karneval der Jüngere. Verlag Carl Düms. Leipzig 1873. Digitalisat
- Jugendkalender oder die zwölf Monate des Jahres. 3. Auflage, Karl Thienemann’s Verlag. Stuttgart 1883. Digitalisat